# لاوار (فين)
لاوار (بالفارسية: لاور) هي قرية تقع في إيران في قسم فين الريفي. يقدر عدد سكانها بـ 1,033 نسمة .